# Anton Melik
Anton Melik, kiejtése: [ánton mélik] (Črna vas, 1890. január 1. – 1966. június 8.) szlovén geográfus.

## Élete
Melik egy kis szlovéniai faluban született, melynek neve Črna Vas, ez a település jelenleg Szlovénia fővárosának, Ljubljanának egyik városrésze, amely akkoriban az Osztrák–Magyar Monarchia területe alá tartozott.
Az első világháború előtt és annak lefolyása ideje alatt a Bécsi Egyetemen tanult, ahol 1916-ban oklevelet szerzett történelemből és földrajzból. Legelső munkahelyi évei alatt tanítóként alkalmazták egy középiskolában.
Az 1946-ban alapított Szlovén Akadémia Tudományos és Művészeti Karának Földrajzi Intézete (Geografski inštitut SAZU) 1976-ban a geográfus emlékére Anton Melik Földrajzi Intézetre (Geografski inštitut Antona Melika ZRC SAZU) változtatta nevét.

## Fordítás
- Ez a szócikk részben vagy egészben  az   Anton Melik című angol Wikipédia-szócikk fordításán alapul.  Az eredeti cikk szerkesztőit annak laptörténete sorolja fel. Ez a jelzés csupán a megfogalmazás eredetét és a szerzői jogokat jelzi, nem szolgál a cikkben szereplő információk forrásmegjelöléseként.